# Драйвілл (Пенсільванія)
Драйвілл (англ. Dryville) — переписна місцевість (CDP) в США, в окрузі Беркс штату Пенсільванія. Населення — 364 особи (2020).

## Географія
Драйвілл розташований за координатами 40°27′42″ пн. ш. 75°45′17″ зх. д. / 40.46167° пн. ш. 75.75472° зх. д. (40.461582, -75.754654).  За даними Бюро перепису населення США в 2010 році переписна місцевість мала площу 3,61 км², з яких 3,60 км² — суходіл та 0,01 км² — водойми.

## Демографія
Згідно з переписом 2010 року, у переписній місцевості мешкало 398 осіб у 151 домогосподарстві у складі 106 родин. Густота населення становила 110 осіб/км².  Було 155 помешкань (43/км²).
Расовий склад населення:
| - 97,7 % — білих - 0,3 % — корінних американців - 1,3 % — осіб інших рас |

До двох чи більше рас належало 0,8 %. Частка іспаномовних становила 2,5 % від усіх жителів.
За віковим діапазоном населення розподілялося таким чином: 20,9 % — особи молодші 18 років, 63,0 % — особи у віці 18—64 років, 16,1 % — особи у віці 65 років та старші. Медіана віку мешканця становила 43,5 року. На 100 осіб жіночої статі у переписній місцевості припадало 105,2 чоловіків;  на 100 жінок у віці від 18 років та старших — 101,9 чоловіків також старших 18 років.
Середній дохід на одне домашнє господарство  становив 94 400 доларів США (медіана — 81 417), а середній дохід на одну сім'ю — 120 369 доларів (медіана — 129 196). За межею бідності перебувало 2,4 % осіб, у тому числі 0,0 % дітей у віці до 18 років та 0,0 % осіб у віці 65 років та старших.
Цивільне працевлаштоване населення становило 382 особи. Основні галузі зайнятості: освіта, охорона здоров'я та соціальна допомога — 30,1 %, виробництво — 24,3 %, науковці, спеціалісти, менеджери — 14,1 %, будівництво — 13,6 %.